# Route nationale 318
Die Route nationale 318, kurz N 318 oder RN 318, war eine französische Nationalstraße, die 1933 von der N1 nördlich von Montreuil abzweigend nach Le Touquet-Paris-Plage führte. Sie hatte dort keinen Anschluss an eine andere Nationalstraße. 1973 wurde sie von der verlängerten N39 übernommen, welche auf diesem Abschnitt 2006 abgestuft wurde. Erneute Verwendung fand 1978 die Nummer N318 in einer neu erstellten Straße zwischen der A15 in Villeneuve-la-Garenne und der N186 in Nanterre. 2000 wurde sie in die Autoroute A 86 integriert.